# Enric Aguilar i Matas
Enric Aguilar i Matas (Barcelona, 1932 - 11 de maig del 2013) va ser un compositor de sardanes i escriptor sobre antropologia cultural i història de les religions.
Autor popular i autodidacte amb quaranta anys d'activitat compositiva, havia fet estudis d'oboè a l'Escola de Música de Montserrat. Era també professor de català i el 1979 es llicencià en filosofia per la UAB. L'any 2000 guanyà el premi Joaquim Xirau per l'assaig Converses amb àngels. Un mite per compartir.

## Obra escrita
- Vers una sexologia de la religió.  Barcelona: Edicions 62, 1982 (Llibres a l'abast; 169). ISBN 8429718338.
- Eros i els seus rostres enigmàtics: Per a una història i una teoria diferents de la sexualitat.  Barcelona: La Llar del Llibre, 1989 (Nadal; 61). ISBN 9788472794085.
- Aguilar i Matas, Enric; Panikkar, Raimon; Siguan, Miquel. Philosophia pacis : homenaje a Raimon Panikkar.  Madrid: Símbolo Editorial, 1989. ISBN 9788440444660.
- Apunts de metafísica de l'èxtasi: En cerca d'un paradigma religiós més ampli.  Barcelona: La Llar del Llibre, 1990 (Punt de vista; 18). ISBN 8472794458.
- Sexe i utopia: Una visió iconoclasta de da sexualitat.  Barcelona: La Llar del Llibre, 1991 (Punt de vista; 22). ISBN 9788472794825.
- Rgvedic Society (en anglès).  Leiden-New York: E.J.Brill, 1991 (Brill's Indological Library; 2). ISBN 9789004093522.

## Discografia
- Les quatre estacions : recull de sardanes d'Enric Aguilar, CD interpretat per la Cobla Sant Jordi (Barcelona: Àudiovisuals de Sarrià, 1997). Conté les sardanes Esclat de primavera; Per Sant Jordi; Joc de notes; Festes d'estiu; Nit de Sant Joan; L'havanera de l'àvia Roser; Temps de tardor; Terres de ponent; Mont Salvatge; Dies d'hivern; Per Nadal; Els Frares Encantats
- Cruïlles, CD de la Cobla Sant Jordi (Barcelona: Àudiovisuals de Sarrià, 2001). Conté les sardanes Trobes montserratines; Festes de la Mercè; Olesa em sedueix; L'embruix de Sitges; Castellonroi de la Franja; Balaguer m'enamora; Ponts; Records de Tiurana; Calella; El Robafaves de Mataró; La Torre de Can Bordoi; Barcelona, fes-te a la mar!